# 张昌尔
张昌尔（1956年8月—），湖北黄石人，男，汉族，中华人民共和国政治人物。原安徽省政协主席、党组书记。

## 生平
1982年1月参加工作，1976年6月加入中国共产党。华中工学院（现华中科技大学）电力系电机制造专业毕业，华中科技大学管理科学与工程专业在职研究生学历，博士。
历任湖北省计委副处长、处长，省政府副秘书长、省委副秘书长，中共湖北省孝感市委副书记、代市长、市长、市委书记等职。2002年6月获任中共湖北省委常委，同年7月兼任省委宣传部部长，2008年6月当选省总工会主席。2008年10月17日，中国工会十五大在北京开幕，大会选举他出任主席团委员。2011年10月升任中共湖北省委副书记，2012年7月兼任省政法委书记。
2016年1月，当选湖北省政协主席。2018年1月，张昌尔与原任安徽省政协主席、党组书记的徐立全对调，担任安徽省政协党组书记。2018年1月，当选第十三届全国政协委员。2021年12月，卸任安徽省政协党组书记。2022年1月，不再担任安徽省政协主席。2022年3月2日，被增补为全国政协文化文史和学习委员会副主任。